# Pterolophia bonthaini
Pterolophia bonthaini är en skalbaggsart som beskrevs av Stefan von Breuning 1966. Pterolophia bonthaini ingår i släktet Pterolophia och familjen långhorningar.
Artens utbredningsområde är Sulawesi. Inga underarter finns listade i Catalogue of Life.